# Kirchardt
Kirchardt – miejscowość i gmina w Niemczech, w kraju związkowym Badenia-Wirtembergia, w rejencji Stuttgart, w regionie Heilbronn-Franken, w powiecie Heilbronn, wchodzi w skład wspólnoty administracyjnej Bad Rappenau. Leży ok. 18 km na zachód od Heilbronn, przy autostradzie A6, drodze krajowej B39.

## Galeria

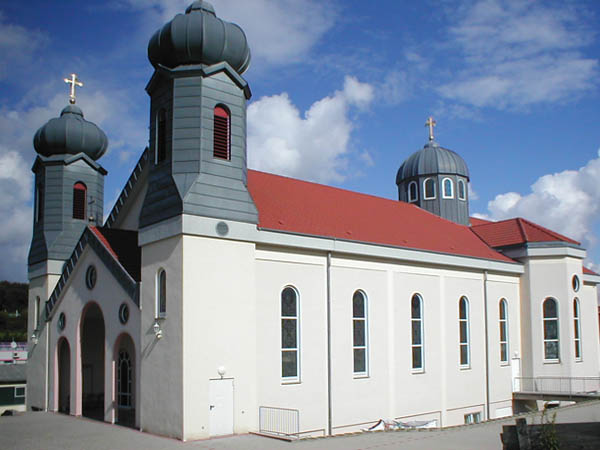
Kościół ortodoksyjny
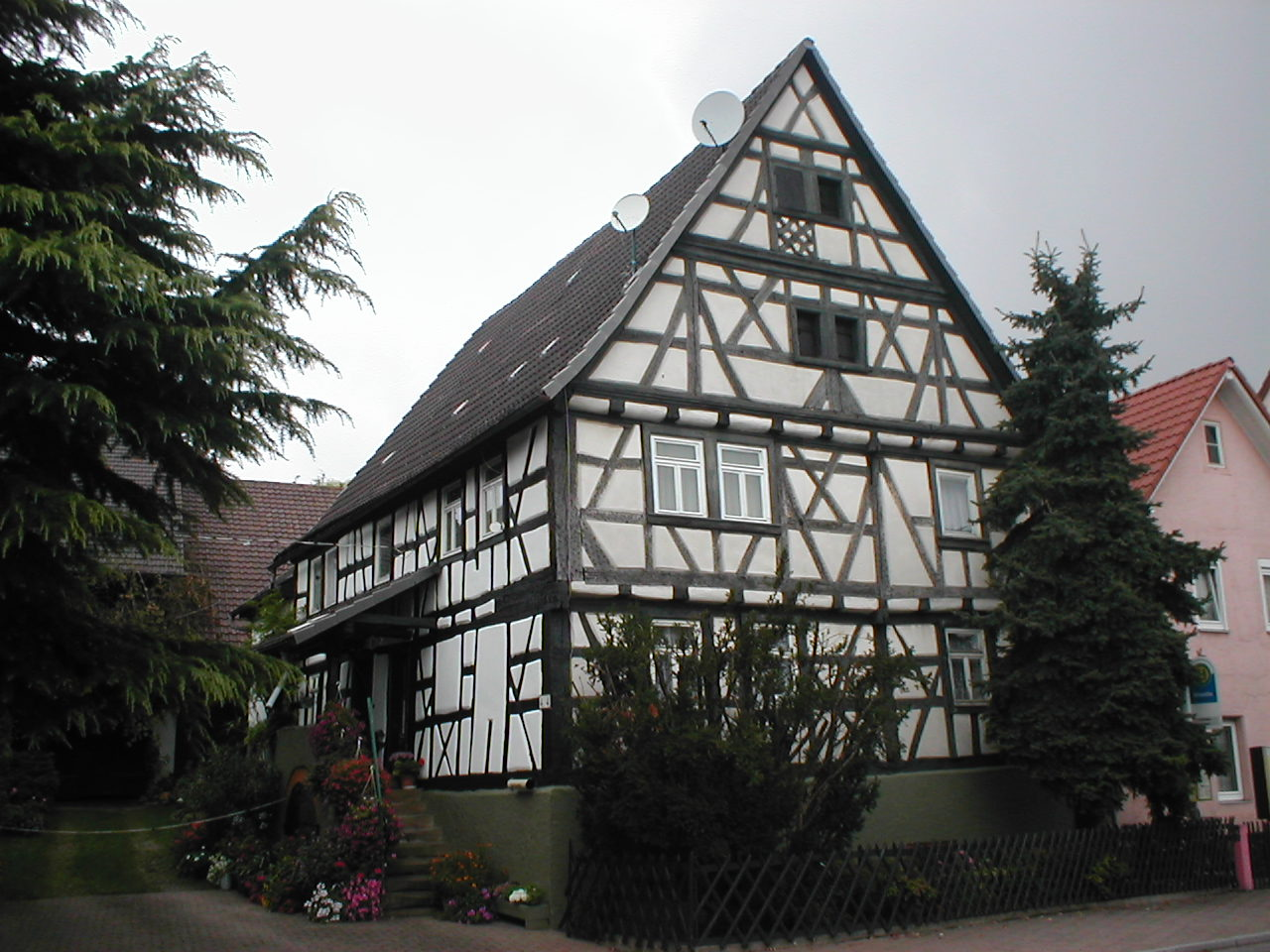
Ulica Hauptstr.
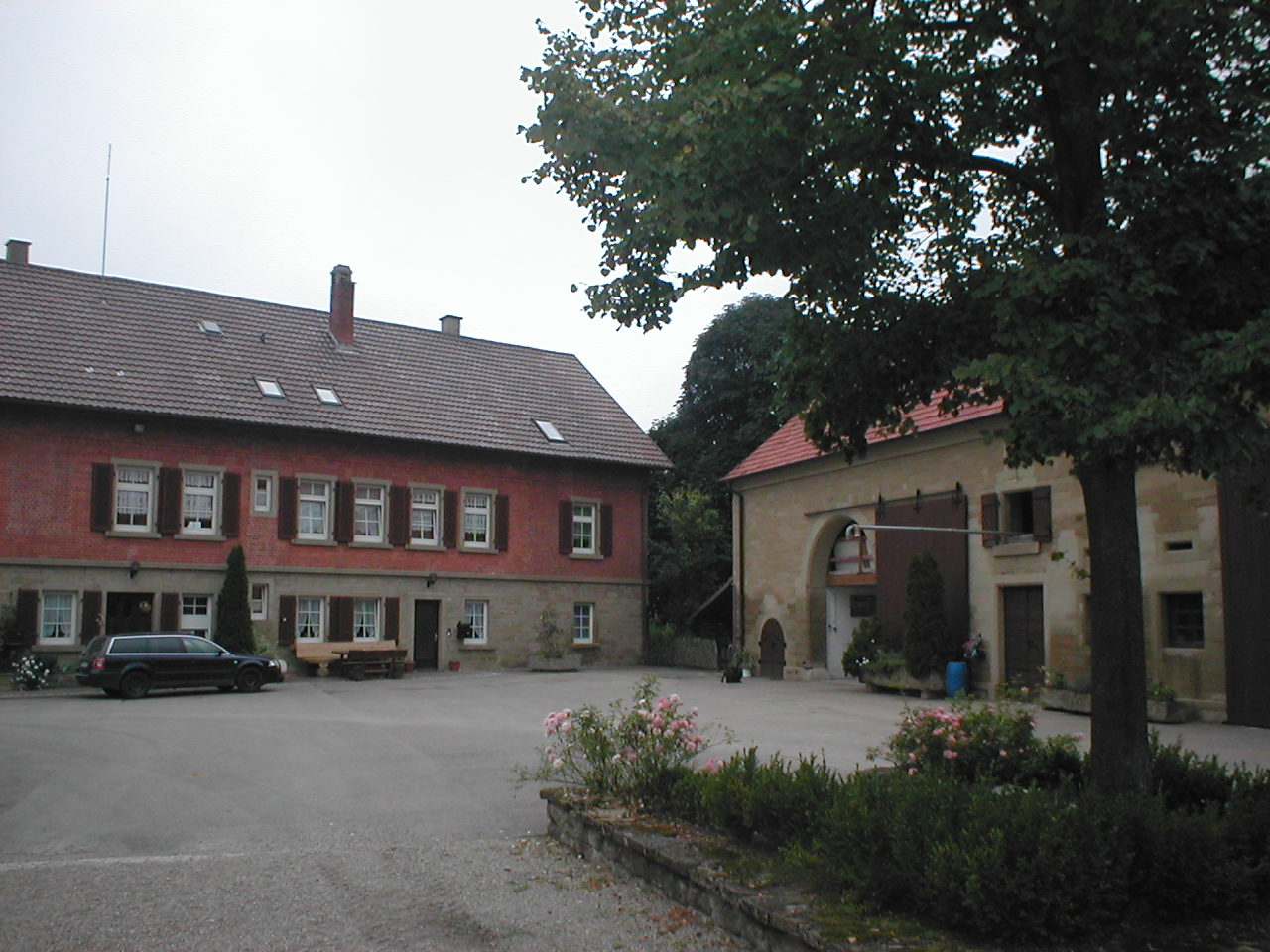
Dwór